# ساسوئولو
ساسوئولو (به ایتالیایی: Sassuolo) یک کومونه یا شهرستان در ایتالیا است و یک مرکز صنعتی دراستان مودنا در امیلیا رومانیا واقع شده‌است. ساسوئولو عمدتاً به دلیل تولید سرامیک و کاشی شناخته و تخمین زده می‌شود که ۸۰ درصد کاشی‌های ایتالیایی در منطقه سرامیک ساسولو تولید می‌شود و حدود سه چهارم تولید برای بازار خارجی و گردش مالی آن بیش از ۴ میلیارد یورو است.

## خصوصیات
ساسوئولو ۳۸٫۵۶ کیلومترمربع مساحت و ۴۱٬۵۷۳ نفر جمعیت دارد و ۱۲۱ متر بالاتر از سطح دریا در ساحل سمت راست رودخانه Secchia در حدود ۱۷ کیلومتری (۱۱ مایل) جنوب غربی مودنا قرار دارد. منشأ دقیق توپونیم ساسولو مشخص نیست. یک نظریه این است که ممکن است از ذخایر فراوان نفت موجود در منطقه ناشی شود. دلیل این امر این است که نفت در قدیم به ایتالیایی "روغن سنگ" یا "olio di sasso" معروف است که ممکن است از آن کلمه ترکیبی ساسولو (sasso + olio) ایجاد شده باشد. فرضیه دیگر این است که این نام از کلمات لاتین saxum solum به معنی "خاک سنگی" گرفته شده‌است. به نظر می‌رسد این آخرین نظریه هم از نشان و هم از شعار شهر الهام گرفته‌است - sic ex muricae gemmae - که در لاتین به معنی "از سنگ، جوانه" است.
دین اغلب مردم مسیحی کاتولیک است. زبان آنها ایتالیایی و با گویش محلی ساسولی صحبت می‌کنند. از جمله اقلیت‌های قومی که در این شهر زندگی می‌کنند: چینی، مراکشی، آلبانیایی، غنایی، رومانیایی، اوکراینی، تونسی، لهستانی، مولداویایی و فیلیپینی هستند.

## تاریخ
در دوران باستانی مردمانی در این سرزمین زندگی می‌کرده‌اند. در عصر آهن قبیله ای از لیگوریا در آنجا ساکن بودند. در ۴۰۰ پیش از میلاد قدرتمندترین و پرشمارترین قبیله سلتیک شمال ایتالیا در آنجا می‌زیستند که به شدت از رومی‌ها دفاع کردند. اولین ذکر تاریخی از شهرک کنونی به سال ۹۸۰ برمی گردد. در سال ۱۰۳۹ این شهر بخشی از قلمروهای Boniface of Canossa شد. در سال ۱۳۷۳ این شهر به درخواست خود شهروندان، در ازای حق استحصال آب از رودخانه Secchia در اختیار خانواده Este قرار گرفت. این شهر پس از آن توسط خانواده Este اداره می‌شد تا سال ۱۴۹۹، زمانی که به پایتخت سیگناریای هم نام - که شهر سولیرا را نیز شامل می‌شد - با حکومت خانه پیو تبدیل شد.

## اقتصاد
رشد صنعتی ساسولو از دهه ۱۹۵۰ آغاز شد. ۸۰ درصد از کاشی و سرامیک ایتالیایی در اینجا تولید می‌شود که بیش از ۳۰۰ کارخانه سرامیک سازی در منطقه ساسولو فعالیت می‌کنند (به عنوان گروه Marazzi , Refin و Marca Corona). این شهر در حال حاضر مرکز صنعت کاشی ایتالیا و یکی از مهمترین تولیدکنندگان کاشی در جهان است.

## باشگاه فوتبال ساسوئولو (به ایتالیایی:U.S. Sassuolo Calcio)
یک باشگاه فوتبال در سری آ ایتالیا است که در شهر ساسوئولو قرار داردو در سال ۱۹۲۲ تأسیس شده‌است. این باشگاه ۵ فصل در سری بی حضور داشته‌است. ساسوئولو در فصل ۱۳–۲۰۱۲ با قهرمانی در سری بی، موفق شد برای اولین بار به سری آ صعود کند و در فصل ۱۴–۲۰۱۳ برای اولین بار، سری آ را تجربه کرد. ساسوئولو در اولین فصل حضور خود در سری آ، از بین ۲۰ تیم این لیگ، به مقام ۱۷ام نیز رسید. این باشگاه در فصل ۲۰۱۵–۱۶ موفق شده با کسب رتبه ششم به مسابقات لیگ اروپا راه یابد اما در مرحله مقدماتی این مسابقات حذف شد. از بازیکنان شاخص این تیم می‌توان به دومنیکو براردی، جرمی بوگا و الساندرو ماتری اشاره کرد.تا تاریخ ۳ ژوئیه ۲۰۱۶

## آثار تاریخی
- کلیسای سن جورجیو(Chiesa di San Giorgio (Sassuolo))متعلق به ۱۳۱۷ میلادی
- کلیسای سان فرانچسکو در روکا(Chiesa di San Francesco in Rocca)۱۶۵۰–۱۶۵۳
- کلیسای سان جوزپه(Chiesa di San Giuseppe)۱۶۴۰
- گورستان یادبود سن پروسپرو(Cimitero monumentale di San Prospero)۱۶۳۰
- کاخ دوکال(Palazzo Ducale)۱۶۳۴
- چشمه‌های آب گرم سالوارولا(Terme della Salvarola)
- ویلاها و تئاترهای باستانی(Ville antiche e teatri)
- قلعه مونتگیبیو(Castello di Montegibbio)۹۲۰
- میدان گاریبالدی(Piazza Garibaldi)۱۵۱۷

## خواهرخوانده
- ایرزینا، ایتالیا: از ۱۹۹۱[۶]
- لوکولی، ایتالیا: از ۲۰۱۱[۷]

## مشاهیر
- Pierangelo Bertoli، خواننده (۱۹۴۲–۲۰۰۲)
- Andrea Bertolini، اتومبیل رانی (متولد ۱۹۷۳)
- Caterina Caselli، خواننده (متولد ۱۹۴۶)
- Fabrizio Giovanardi، راننده مسابقات اتومبیل رانی (متولد ۱۹۶۶)
- جوزپه مدیچی، سیاستمدار(۱۹۰۷–۲۰۰۰)
- آندریا Montermini، راننده اتومبیل رانی (متولد ۱۹۶۴)
- لئو مورندی، مخترع سرامیک(۱۹۲۳–۲۰۰۹)
- فیلیپو «نک» نویانی، خواننده و ترانه‌سرا (متولد ۱۹۷۲)
- کامیلو روئینی، کاردینال (متولد ۱۹۳۱)